# 确布乡
确布乡（藏語：ཆབ་），是中华人民共和国西藏自治区日喀则市定结县下辖的一个乡镇级行政单位。

## 行政区划
确布乡下辖以下地区：
吉堆村、拉隆村、克阿村、莎拉岗村、春阿村、麦卡村、楚古村、确布村和拉贵村。